# 幽精 (クルアーン)
『幽精』とは、クルアーンにおける第72番目の章（スーラ）。28の節（アーヤ）から成る。マッカ啓示に分類される。

## 内容
「ジン」（精霊）たちがアッラーフの偉大さに屈服・帰依する話が述べられる。